# Karl Bötticher
Karl Gottlieb Wilhelm Bötticher (29. května 1806 Nordhausen – 19. června 1889 Berlín) byl německý archeolog, který se specializoval na architekturu.

## Životopis
Narodil se 29. května 1806 v Nordhausenu. Studoval na Akademii architektury v Berlíně a poté byl jmenován instruktorem na škole designu tamního průmyslového institutu. V roce 1844 byl jmenován profesorem tektoniky (architektury) na Akademii architektury.
V roce 1853 získal doktorát na univerzitě v Greifswaldu a později působil jako docent na univerzitě v Berlíně (do roku 1862). V roce 1868 byl jmenován ředitelem sochařského oddělení berlínského muzea.
Zemřel 19. června 1889 v Berlíně. Bylo mu 83 let.

## Dílo
- Holzarchitektur des Mittelalters (Dřevěná architektura středověku, 1835-1841)
- Dionýsova hrobka. Na mramorovém podstavci v Drážďanech, (1858)
- Diův omfalos v Delfách (1859)
- Zpráva o výzkumech na Akropoli v Athénách (1863)
- Sofór v Parthenónu (1875)
- Tymián Athény Niké na athénské Akropoli (1880)